# Ierse Zee

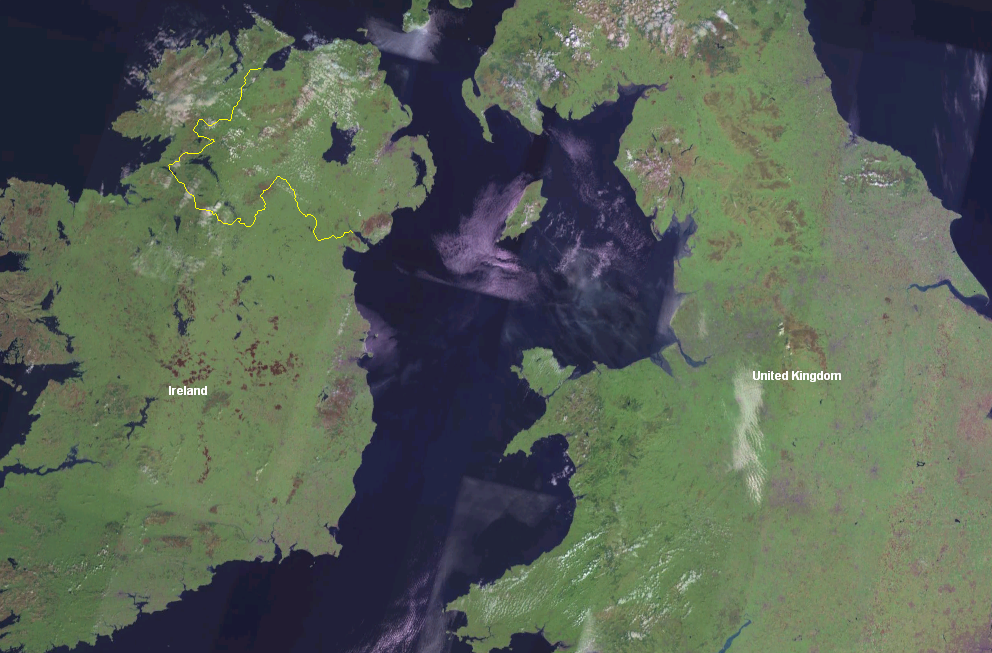
Ierse Zee (bron: NASA)

De Ierse Zee (Engels: Irish Sea, Iers: Muir Éireann) is een zee tussen Ierland en Groot-Brittannië. De zee is verbonden met de Atlantische Oceaan door het Sint-Georgekanaal tussen Ierland en Wales in het zuiden en door het Noorderkanaal tussen Noord-Ierland en Schotland in het noorden. Ten zuiden van het Sint-Georgekanaal ligt de Keltische Zee. Het eiland Man ligt midden in de Ierse Zee.

## Geschiedenis
De Ierse Zee heeft de laatste 20.000 jaar grote veranderingen ondergaan. Ten tijde van de laatste ijstijd was het midden van de huidige zee waarschijnlijk een zoetwatermeer. Toen het ijs zich 10.000 jaar geleden terugtrok, werd het meer opnieuw verbonden met de zee. Het water werd brak en later weer volledig zout.
De zee heeft een oppervlakte van ongeveer 45.000 km² groot en is maximaal 300 meter diep. Hij is ongeveer 300 kilometer lang en maximaal zo'n 200 km breed.

## Economie
Op de zee wordt visserij bedreven. In de zeebodem is olie en aardgas aangetroffen en op diverse plaatsen staan productieplatforms. De zee wordt ook gebruikt voor het plaatsen van windmolens voor de opwekking van elektriciteit. Het grootste windmolenpark, Gwynt y Môr, staat 18 kilometer voor de kust van Wales. Hier staan 160 windmolens met een totale opgesteld vermogen van 576 MW. De waterdiepte ter plaatse is 18 tot 33 meter.

## Verbindingen

### Veerboten
Veerbootverbindingen tussen Groot-Brittannië en Ierland via de Ierse Zee zijn de routes:
- Swansea - Cork
- Fishguard en Pembroke - Rosslare
- Holyhead - Dún Laoghaire (bij Dublin)
- Stranraer - Belfast en Larne
- Cairnryan - Larne.

De vaartijd tussen Holyhead en Dublin is zo'n 3 à 3,5 uur. Er is ook een verbinding tussen Liverpool en Belfast via Man.

### SailRail
SailRail verkoopt combinatietickets voor trein en overtocht. Tussen Ierland en Engeland zijn Arriva Trains Wales, Iarnród Éireann, alsmede Irish Ferries en Stena Line actief met treinkaartjes voor de trein en de veerboot. SailRail is eveneens tussen Noord-Ierland en Schotland actief, via Northern Ireland Railways, Stena Line en Abellio ScotRail.

### Vaste verbindingen
Er zijn diverse plannen in de maak voor de bouw van vaste verbindingen tussen de landen aan de oost- en westkust van de Ierse Zee. De plannen gaan uit van bruggen, tunnels, of een combinatie van de twee.

## Milieu
De Ierse Zee is verontreinigd met radioactief afval door de eerste Britse kernwapenproductie en de kerncentrale bij Windscale (sinds 1981 hernoemd in Sellafield). Tussen 1952 en 1995 heeft Windscale zo'n 182 kilogram plutonium in de Ierse Zee geloosd. Na 1995 is de lozing van radioactief materiaal fors gedaald. 